# Hylates
Hylates (altgriechisch Ὑλάτης Hylátēs) war der Stadtgott von Kurion im Südwesten Zyperns. Er wurde ausschließlich auf Zypern als lokaler Gott verehrt und wird von den Funktionen her mit Apollon gleichgesetzt. Hylates wird dabei als Epitheton neben Apollon gesetzt.
Der Name lässt sich vielleicht von ὑλακτέειν hylaktéein, deutsch ‚bellen‘ oder ὕλη hýlē, deutsch ‚Wald‘ ableiten, daher nennt ihn Wolfgang Dieter Lebek „Waldapoll“. Die Verehrung des Hylates ist vom 3. Jahrhundert v. Chr. bis zum 3. Jahrhundert n. Chr. nachgewiesen. In Kourion wurde die älteste Erwähnung des Namens „Hylates“ auf einer Widmung aus der Mitte des 3. Jahrhunderts v. Chr. gefunden.

## Heiligtum des Apollon Hylates in Kourion

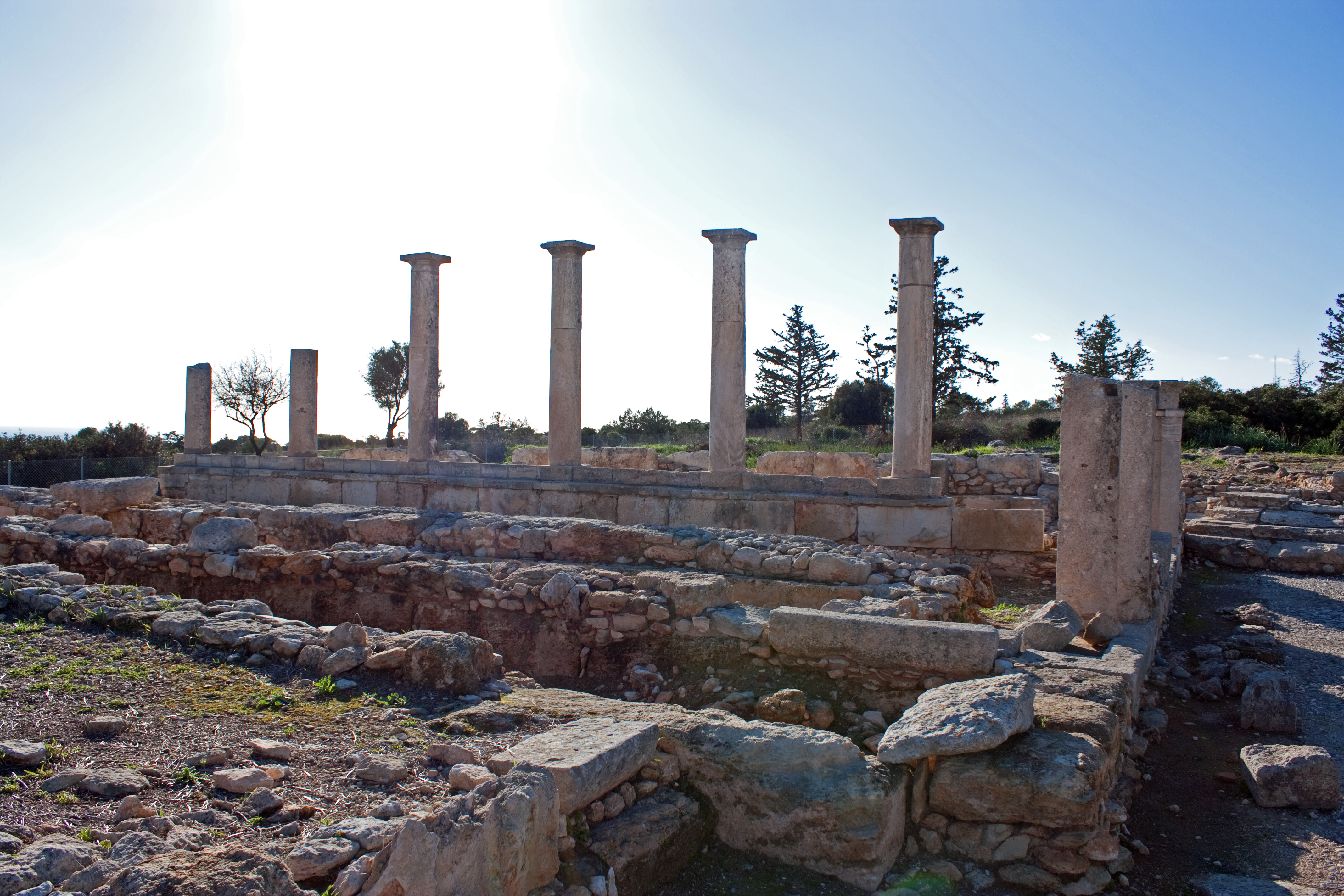
Überreste des südöstlichen Teils des Hylatesheiligtums

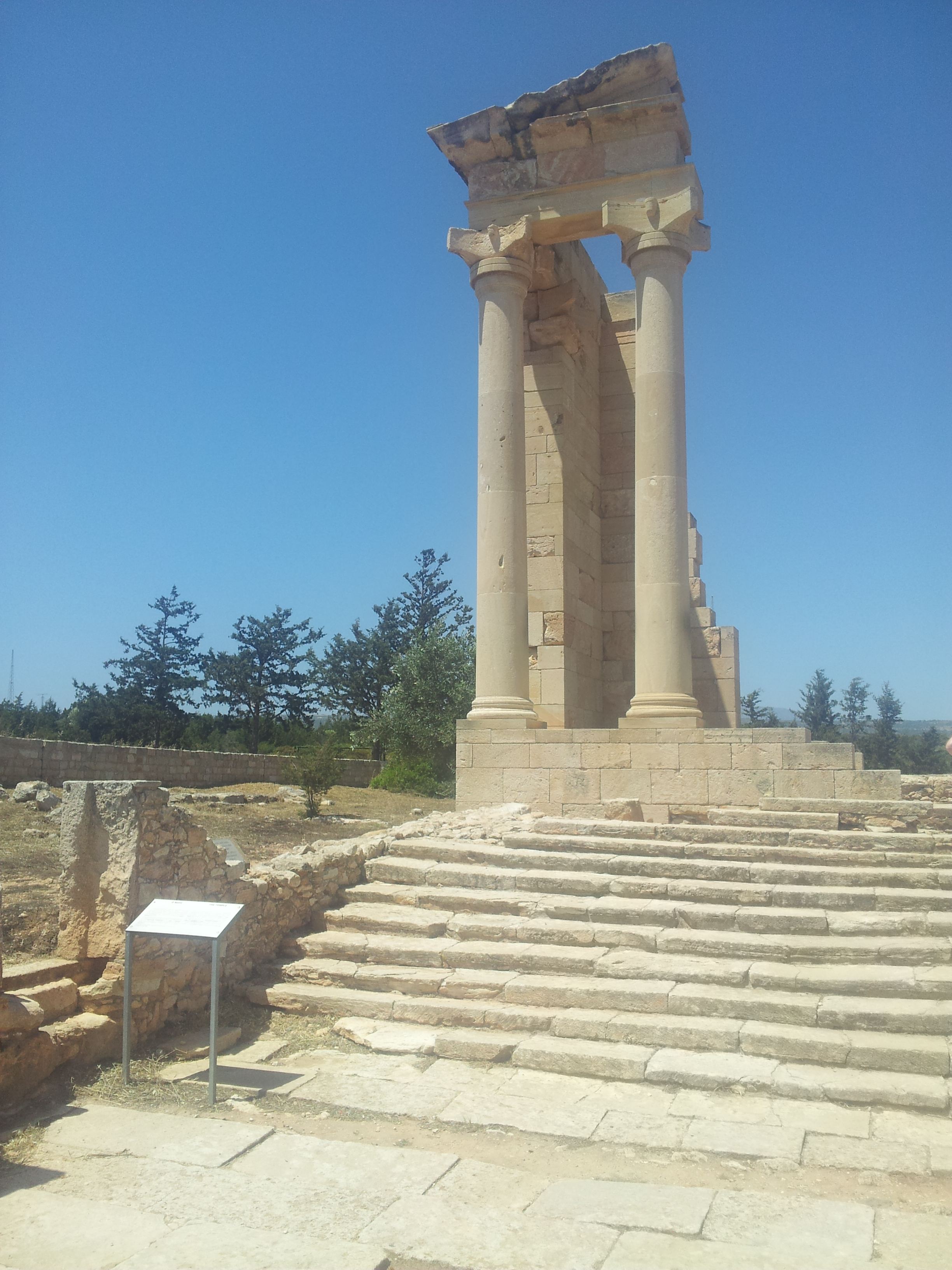
Rekonstruktion der Südwestecke des Apollon-Tempels

### Grabungsgeschichte
Ein wichtiges Heiligtum des Apollon Hylates befand sich vier Kilometer westlich vom zyprischen Kourion. Die Funktion des Heiligtums war nie ganz aus dem Gedächtnis geschwunden, als Ludwig Ross den Ort 1845 aufsuchte, kannten die Anwohner den Tempel des Apollo. Erste Grabungen führte Luigi Palma di Cesnola 1876 durch und fand eine Inschrift, die Apollo Hylos erwähnte. In den 1930er-Jahren unternahm George McFadden Ausgrabungen, ab 1978 erforschten Diana Buitron-Oliver und David Soren das Tempelgelände.

### Architektur
Neuere Grabungen wiesen mehrere Tempelbauten nach: Neben einem großen Altar aus dem späten 6. oder frühen 7. Jahrhundert vor unserer Zeitrechnung wurde recht bald ein archaischer Tempel gebaut. Weitere Bauten folgten, sodass ein ganzes Heiligtum entstand. Der archaische Tempel wurde im 4. Jahrhundert v. Chr. wohl unter Ptolemaios I. mit hellenistischen Umbauten erweitert. In römischer Zeit wurde unter Nero und Trajan neben einer Stoa, Thermen und einer Palaistra ein Steintempel gebaut, der am 21. Juli 365 durch ein Erdbeben zerstört wurde. Der trajanische Tempel war wohl ein Tetrastylos mit nabatäischen Kapitellen und Anten und 18 Stufen.
Die Ausgrabungsstätte kann besichtigt werden.

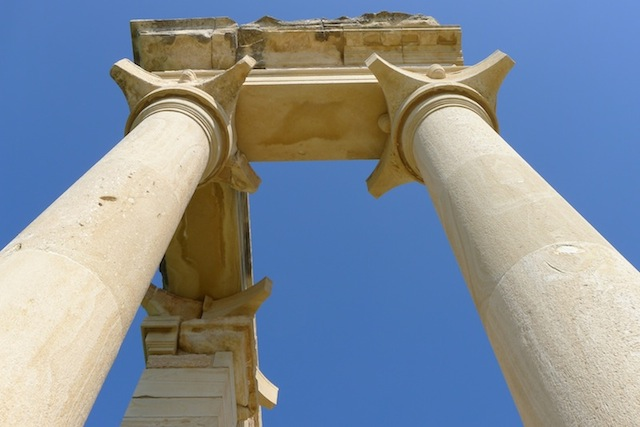
Nabatäische Kapitelle am Apollon-Tempel bei Kourion

### Funde
Neben Töpfereierzeugnissen wurden bei Grabungen in Kourion 1980 große, auf Töpferscheiben hergestellte Stierfiguren aus Terrakotta bzw. am archaischen Altar jeweils eine Figur aus Gold und Silber gefunden. Möglicherweise gab es also einen Stierkult für den Gott Hylates, der im Nebenraum – einem Rundmonument mit 18 m Durchmesser – stattgefunden haben könnte. Wie Knochenfunde belegen, wurden dem Gott in archaischer Zeit Tiere geopfert.

### Altar
Strabon nennt einen „unberührbaren“ Altar des Apoll, den Lebek dem Hylates zuweisen will. Auf diesen Altar bezieht sich vielleicht auch ein Preisgedicht auf Antinoos, das im Tempelbezirk von Kourion gefunden wurde. Lebek vermutet diesen Altar in dem ausgegrabenen östlichen Bereich des Heiligtums, zwischen dem später entstandenen Tempel selbst und dem Kurion-Tor.

## Andere Heiligtümer
In Neu-Paphos war ein zum Teil unterirdisches Ptolemaion dem Hylates geweiht, in Dhrymou und Chytroi Heiligtümer. In Dhrymou und Chrytoi ist dabei auffällig, dass nur das Epitheton Hylates und nicht Apollon erwähnt wird; auch wurden in Chytroi Reste von Stierfiguren gefunden.

## Inschriften
Aus Nikoklia, 2 km nördlich von Palaipaphos (Kouklia), stammt eine Marmorplatte mit einem Treueid an den römischen Kaiser Tiberius, der eine Reihe zyprischer Götter erwähnt:
- Aphrodite Akraia
- unsere Kore
- unser Hylates Apollon
- unser Apollo von Kerynia
- unsere rettenden Dioskuren
- die Hestia Boulaia (der Versammlung) von ganz Zypern
- alle Götter und Göttinnen unserer Väter

Apollon Hylates ist hier also unter den männlichen Göttern der bedeutendste. Er wird auch auf zahlreichen weiteren Inschriften von Kurion erwähnt.